# 테마리

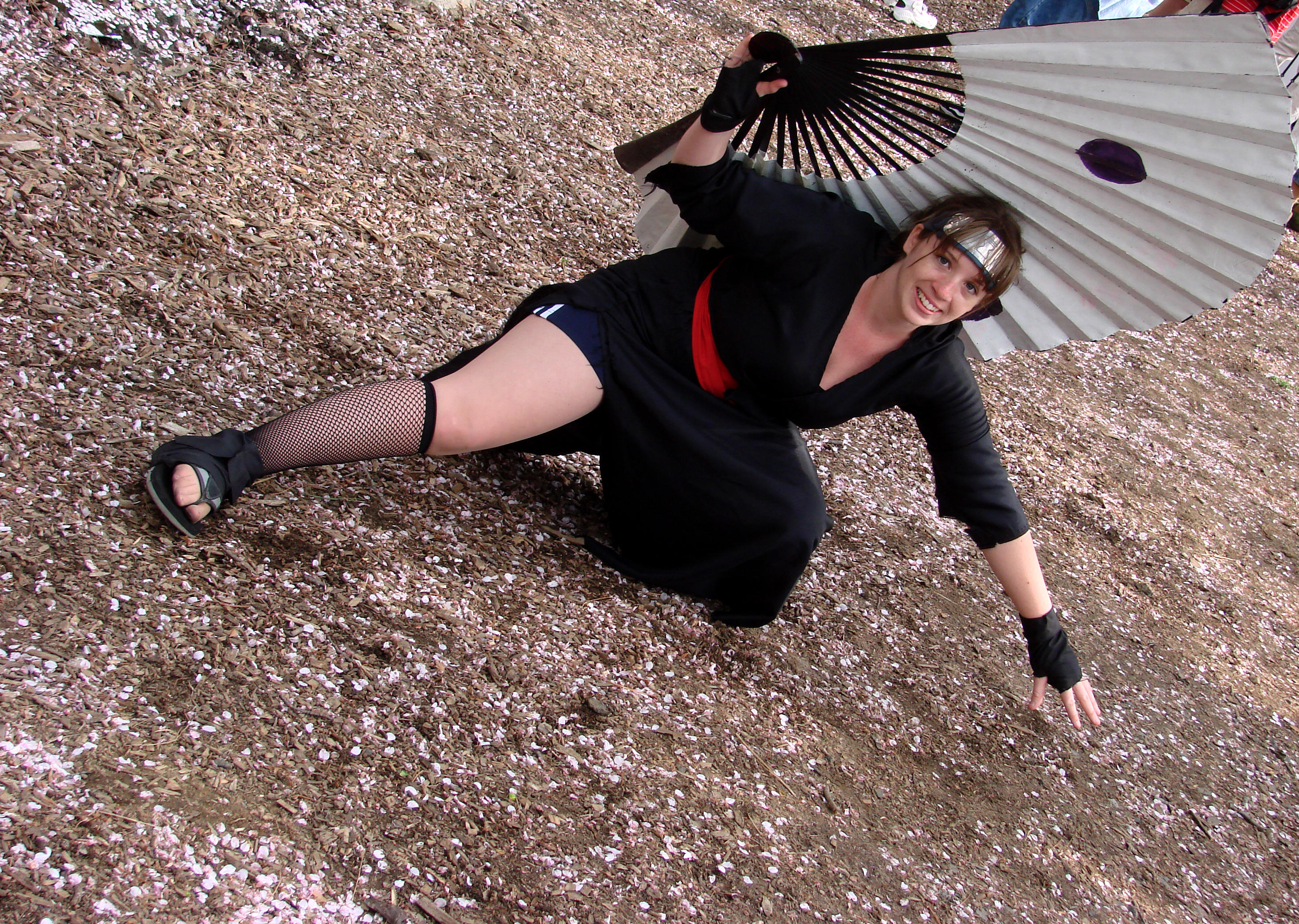
코스프레 모습

테마리(テマリ)는 만화 《나루토》의 등장인물이다.
성우: 박로미 / 이용신
4대 카제카게의 장녀로, 칸쿠로와 가아라의 누나다. 등에 짊어진 커다란 부채를 이용하여 각종 풍둔술을 구사한다. 모래 마을 상층부의 명령으로 《나뭇잎 부수기》에 동참하였다. 후에 시카마루와 결혼해 아들 나라 시카다이를 낳았다.